# Westafrika-Kuhantilope
Die Westafrika-Kuhantilope (Alcelaphus major) ist eine Art der in Afrika heimischen Gattung der Eigentlichen Kuhantilopen. Es handelt sich um einen großen Vertreter der Gattung, der wie andere Kuhantilopen durch eine lange Schnauze und schlanke Beine gekennzeichnet ist. Die Hörner sind vergleichsweise massiv. Die Tiere kommen in einem schmalen Streifen in Westafrika vor, wo sie überwiegend Graslandschaften durchsetzt mit offenen Wäldern bewohnen. Sie leben in Herdenverbänden und ernähren sich überwiegend von Gräsern mit nur wenigen Abweichungen in der Nahrungszusammensetzung zwischen Regen- und Trockenzeit. Ansonsten ist über die Lebensweise der Westafrika-Kuhantilope nur wenig bekannt. Die wissenschaftliche Erstbeschreibung der Art datiert in das Jahr 1869. In der zweiten Hälfte des 20. Jahrhunderts hatte die Westafrika-Kuhantilope den Status einer Unterart der umfassenderen Art Alcelaphus buselaphus inne. Seit 2011 gilt sie wieder als eigenständig. Der Bestand wird infolge intensiver Jagd und Landschaftsveränderung als bedroht eingestuft. Die Art ist heute weitgehend nur in Schutzgebieten anzutreffen.

## Merkmale

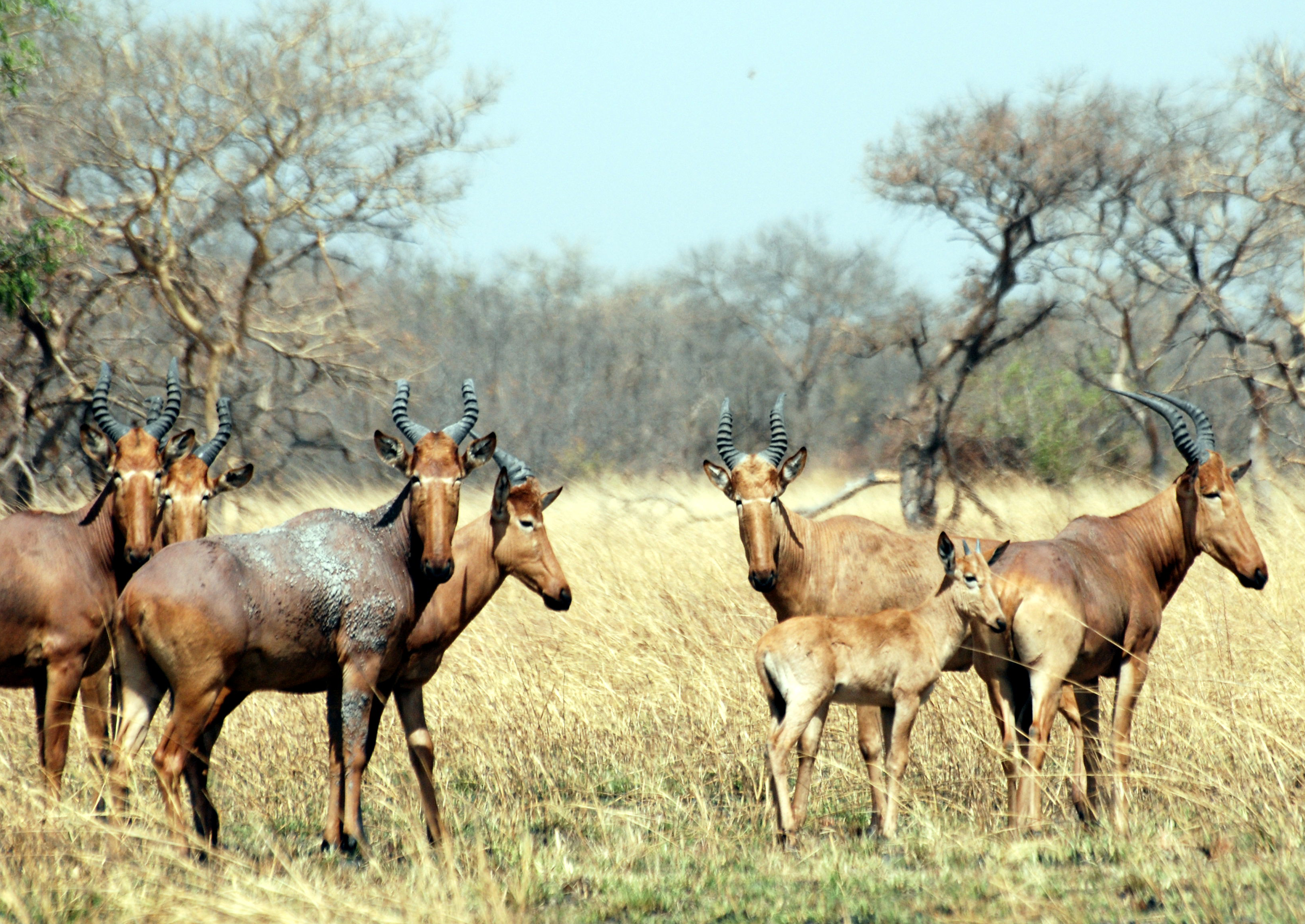
Herde der Westafrika-Kuhantilope in Benin, deutlich sind die in Vorderansicht U-förmig gebogenen Hörner erkennbar

Die Westafrika-Kuhantilope ist der größte Vertreter der Eigentlichen Kuhantilopen. Die Kopf-Rumpf-Länge beträgt 200 bis 250 cm, der Schwanz wird noch einmal zusätzlich 50 bis 57 cm lang. Die Schulterhöhe bei männlichen Tieren kann 143 cm erreichen. Ein vermessenes Individuum brachte 145 kg auf die Waage. Es besteht nur ein geringer Sexualdimorphismus. Charakteristisch für die Tiere sind ihre lange Schnauze und die schlanken Beine. Das Fell hat einen goldenen bis mittelbraunen Farbton auf dem Rücken, die Seiten und die Unterseite sind heller gefärbt. Der Übergang von der Rücken- zur Bauchfärbung verläuft graduell. Über den Augen treten bleiche Brauenstreifen auf, ebenso sind hellere Flächen unter den Augen ausgebildet. Dunkle Farbflecken fehlen weitgehend, Ausnahmen stellen das Schwanzbüschel und mitunter der untere Abschnitt der Vorderbeine dar. Die Hörner sind im Vergleich zu anderen Kuhantilopen massiv und schwer ausgebildet. Sie haben einen markant nach hinten gedrehten Verlauf. In Ansicht von vorn bilden sie eine auffallende U-Form, was von anderen Kuhantilopen mit Ausnahme der ausgestorbenen Nordafrikanischen Kuhantilope (Alcelaphus  buselaphus) abweicht, da ansonsten die Hörner eher V-förmig auseinanderklaffen. Über die Krümmung gemessen weisen sie eine Länge von 48 bis 53 cm. Die Schädellänge beträgt 44,8 bis 52,8 cm. Die Hornspanne an den Spitzen liegt bei 64 bis 83 % der basalen Schädellänge mit absoluten Maßen von 23 bis 34 cm. Das Stirnbein erreicht 76 bis 87 % der Augenbreite des Schädels.

## Verbreitung

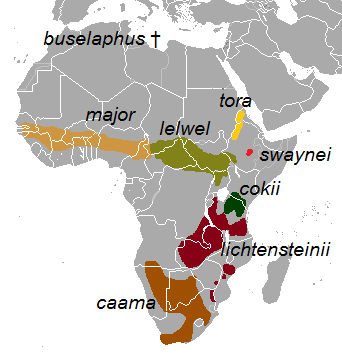
Das Verbreitungsgebiet der Westafrika-Kuhantilope (Alcelaphus major) und der weiteren Arten der Eigentlichen-Kuhantilopen (Alcelaphus)

Die Westafrika-Kuhantilope lebt in Westafrika und im westlichen Teil Zentralafrikas. Ihr Verbreitungsgebiet umfasst einen Streifen, der vom Senegal im Westen ostwärts bis zu den Quellen des Logone in der Zentralafrikanischen Republik reicht. Aus Gambia im äußersten Westen des ehemals umfassenderen Vorkommens ist die Art heute verschwunden, gelegentlich setzen einzelne Tiere aber von Senegal aus über die Grenze. Der Lebensraum besteht aus Savannenlandschaften mit mittellangen bis langen Gräsern wie Rispenhirsen oder Vertretern der Gattungen Andropogon und Hyparrhenia. Durchsetzt sind diese Habitate mit offenen Waldländern, deren Baumbestand sich vorwiegend aus Akazien, Langfäden und Myrobalanen zusammensetzt. Die Tiere sind heute weitgehend nur in Schutzgebieten anzutreffen. Die Gesamtpopulation wurde in den 1990er Jahren auf rund 36.000 Individuen geschätzt, sie unterlag aber seitdem massiven Rückgängen. Die Bestandsdichte variiert zwischen 0,01 Individuen je Quadratkilometer im Nationalpark Niokolo-Koba im Senegal und 1,66 Individuen je Quadratkilometer im Bénoué-Nationalpark in Kamerun.

## Lebensweise

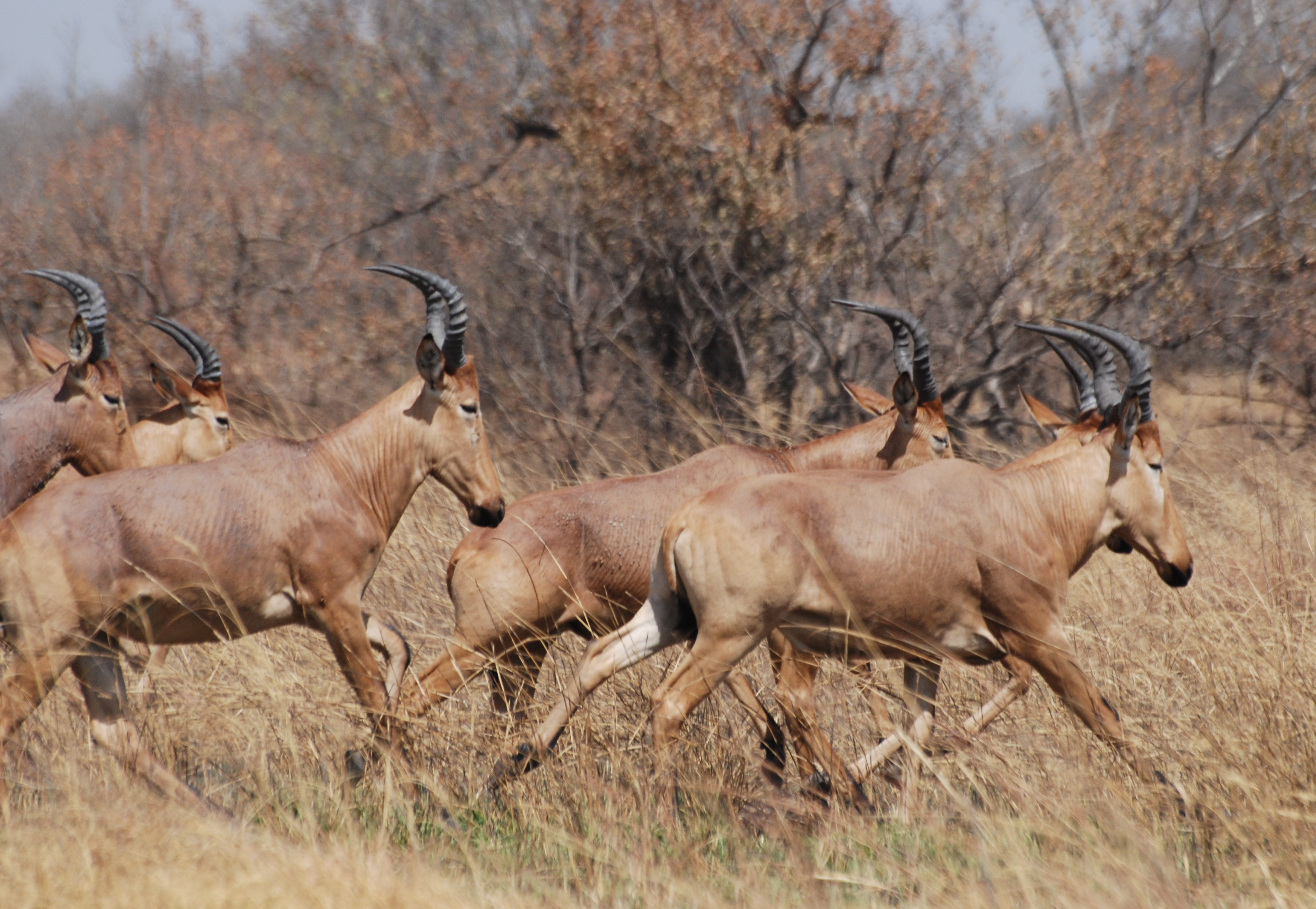
Herde der Westafrika-Kuhantilope in Benin

Die Lebensweise der Westafrika-Kuhantilope ist nur wenig erforscht. Die Tiere sind wie andere Angehörige der Eigentlichen Kuhantilopen tagaktiv. Weibliche Tiere bilden mit ihrem Nachwuchs Familienverbände. Die männlichen leben territorial, wobei die einzelnen Reviere bis zu 31 ha groß werden können. Die Tiere erreichen auf der Flucht vor Beutegreifern hohe Geschwindigkeiten von bis zu 80 Kilometer pro Stunde. Wie alle Kuhantilopen ist auch die Westafrika-Kuhantilope auf Grasnahrung spezialisiert (grazing). Die Hauptnahrung besteht nach Untersuchungen von Kotproben aus Burkina Faso während der Regenzeit zu über 95 % aus frischen Süßgräsern wie Andropogon und Hyparrhenia. In der Trockenzeit sank der Anteil auf etwa 80 %, dagegen stieg der Wert an anderen Pflanzengruppen wie Hülsenfrüchte beziehungsweise Vertretern der Gattung Jasminum an. Bei vergleichenden Studien mit anderen großen Antilopenarten wie der Pferdeantilope (Hippotragus equinus) erreichte der Anteil frischer Gräser in der Regenzeit etwa die gleiche Größenordnung, er ging bei dieser aber in der Trockenzeit um etwa das Doppelte zurück. Erklärt werden die Unterschiede damit, dass die Kuhantilopen durch ihre verhältnismäßig längeren Schnauzen und kräftigeren Kaumuskeln besser an das Zerkleinern eher faseriger Pflanzennahrung während der trockenen Jahreszeit mit ihrem eingeschränkten Pflanzenangebot angepasst sind. Die Fortpflanzungsphase ist relativ lang und umspannt drei Monate. Dies ist ausgedehnter als bei den meisten anderen Kuhantilopen mit Ausnahme der ostafrikanischen Kongoni-Kuhantilope (Alcelaphus cokii). Möglicherweise hängt dies mit dem geringer ausgeprägten Sexualdimorphismus in Bezug auf Schädel- und Horngröße zusammen. Dadurch scheint es auch zwischen den männlichen Tieren weniger intensive Rangkämpfe zu geben als bei solchen Arten mit stärkeren Unterschieden zwischen den Geschlechtern und kürzerer Fortpflanzungsphase. Im Gegensatz zu andern Kuhantilopen wie den Leierantilopen sind die Vertreter der Eigentlichen Kuhantilopen weniger anfällig für die Rinderpest. Ein großer Ausbruch wurde bei der Westafrika-Kuhantilope zwischen 1913 und 1917 registriert. Außerdem tragen die Tiere Antikörper gegen das Blauzungenvirus. Zu den äußeren Parasiten gehören Zecken der Gattung Rhipicephalus, Amblyomma und Haemaphysalis. Hier ist der prozentuale Anteil aber niedriger als etwa bei den Gnus.

## Systematik
Die Westafrika-Kuhantilope ist eine Art aus der Gattung der Eigentlichen-Kuhantilopen (Alcelaphus). Die Eigentlichen Kuhantilopen stellen spezialisierte Grasfresser dar mit einer weiten Verbreitung über das östliche, westliche und südliche Afrika. Sie umfassen mittelgroße Vertreter der Antilopen, die durch einen schlanken Kopf und lange Beine gekennzeichnet sind. Innerhalb der Gruppe, die aus mehr als einem halben Dutzend an Arten besteht, gibt es aber eine beachtliche Variationsbreite. Die Gattung bildet einen Teil der Tribus der Kuhantilopen (Alcelaphini), zu der unter anderem auch die Gnus (Connochaetes) und die Leierantilopen (Damaliscus) gerechnet werden. Die Tribus ordnet sich wiederum in die Familie der Hornträger (Bovidae) ein, innerhalb derer sie in der umfassenden Unterfamilie der Antilopinae stehen.
Vor allem in der zweiten Hälfte des 20. Jahrhunderts wurde die Westafrika-Kuhantilope gemeinsam mit anderen Vertretern der Eigentlichen Kuhantilopen zu einer Art mit der wissenschaftlichen Bezeichnung Alcelaphus buselaphus zusammengefasst. Im Deutschen war überwiegend der Trivialname „Kuhantilope“ gebräuchlich. Innerhalb der Art im erweiterten Sinne unterschied man bis zu acht Unterarten, darunter auch Alcelaphus buselaphus major. Molekulargenetische Studien aus dem Übergang vom 20. zum 21. Jahrhundert erbrachten aber eine deutliche Trennung der umfassenderen Art Alcelaphus buselaphus in drei Hauptlinien. Zu diesen gehören eine westliche mit der Westafrika-Kuhantilope und eventuell auch mit der ausgestorbenen Nordafrikanischen Kuhantilope (A. b. buselaphus) sowie eine östliche mit der Kongoni-Kuhantilope (A. b. cokii), der Lelwel-Kuhantilope (A. b. lelwel), der Somalia-Kuhantilope (A. b. swaynei) und der Tora-Kuhantilope (A. b. tora). Ihnen steht eine südliche Linie mit der Lichtenstein-Kuhantilope (A. b. lichtensteini) und der Südlichen Kuhantilope (A. b. caama) als Schwestergruppe gegenüber. Die Trennung der südlichen von der westlich/östlichen Linie fand im Mittelpleistozän vor etwa 495.000 Jahren statt, die beiden letzteren separierten sich kurz darauf vor etwa 389.000 Jahren. Die weitere Diversifikation erfolgte im ausgehenden Mittelpleistozän und im Übergang zum Jungpleistozän. Bereits im Jahr 2005 hob daraufhin Peter Grubb die beiden Vertreter der südlichen Linie auf Artniveau an. Während einer Revision der Hornträger im Jahr 2011 nahmen Colin P. Groves und Grubb den genetischen Befund zum Anlass, auch die weiteren Unterarten der westlichen und östlichen Linie wieder als eigenständige Arten anzuerkennen. Andere Systematiken führen aber alle Eigentlichen Kuhantilopen immer noch als Unterarten innerhalb von Alcelaphus buselaphus.

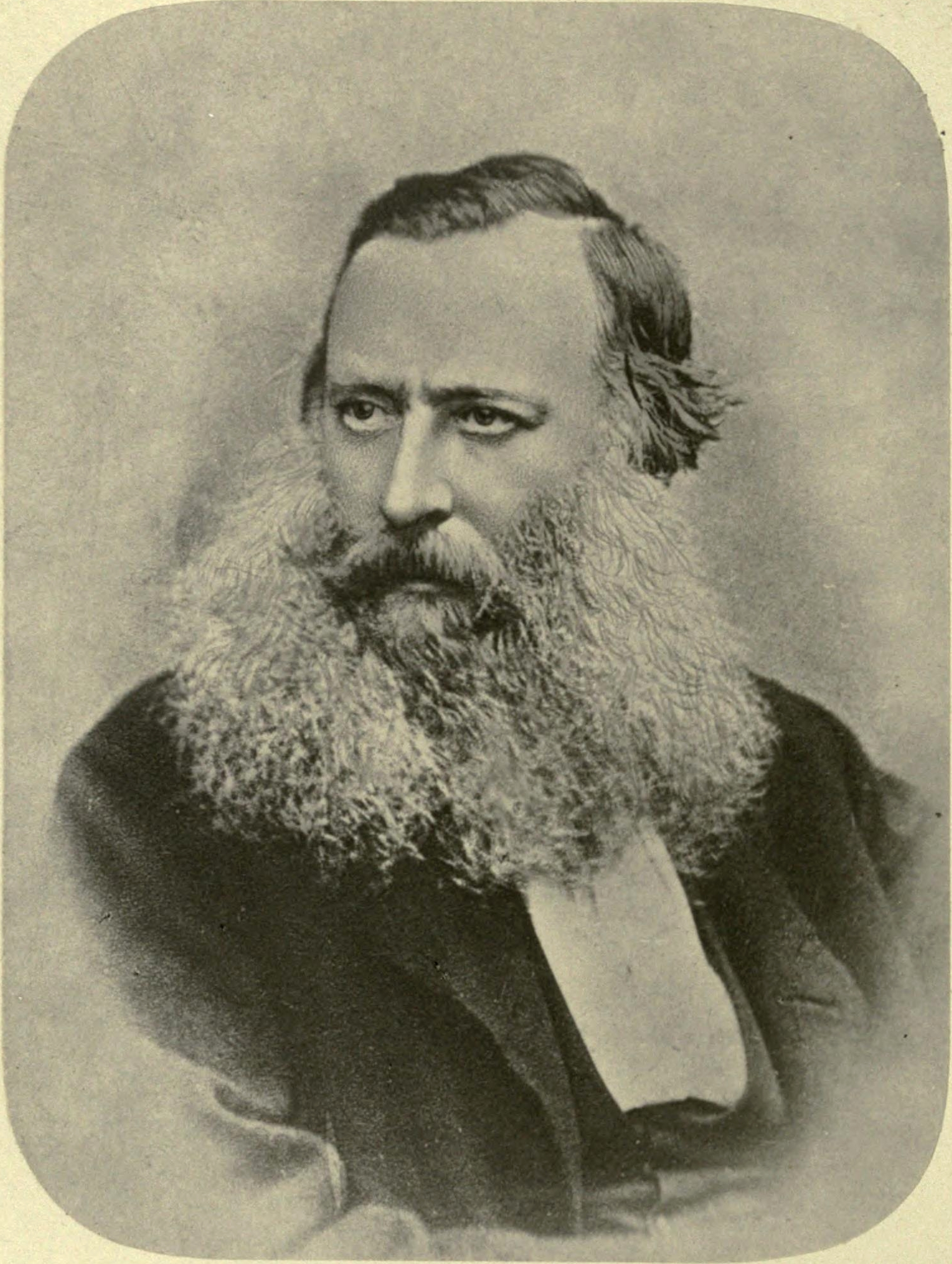
Edward Blyth

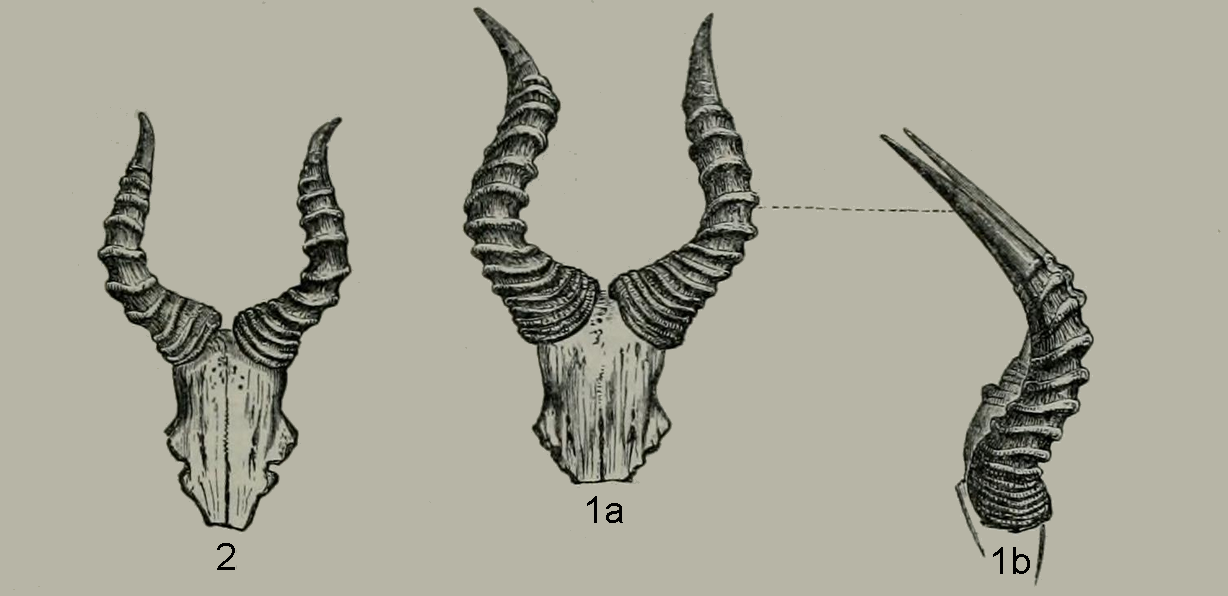
Hörner der Westafrika-Kuhantilope aus der Erstbeschreibung von Blyth 1869

Die wissenschaftliche Erstbeschreibung der Westafrika-Kuhantilope führte Edward Blyth im Jahr 1869 unter der Bezeichnung Boselaphus major durch. Sie basiert auf einem Hornpaar aus Westafrika, das Blyth aufgrund der enormen Größe von der Nordafrikanischen Kuhantilope absetzen konnte. Von den weiteren damals bekannten Kuhantilopen wie der Lichtenstein-Kuhantilope unterschied sich das Hornpaar durch die U-förmige Spreizung gegenüber einer sonst üblichen V-förmigen. Blyth stellte dem Hornpaar ein weiteres zur Seite, dem noch die Haut und ein helles, kastanienbraun gefärbtes Fell anhafteten. Später wurde die Art häufig unter dem Namen Bubalis major geführt. Die heute korrekte Bezeichnung Alcelaphus major benutzte erstmals John Edward Gray im Jahr 1872. Gray bezog in die Art aber auch Tiere aus Nordafrika ein, die er bereits 1852 unter Alcelaphus bubalis var. tunisianus vorgestellt hatte. Die Zusammengehörigkeit der west- und nordafrikanischen Tiere wurde später bezweifelt. Eine genauere Beschreibung des Fells der Art legte dann William Edward de Winton gut 30 Jahre nach Blyths Erstbeschreibung vor. Die von Blyth nur allgemein gemachte Angabe der Typusregion mit west coast of Africa („Westküste Afrikas“) wurde 1920 von Ernst Schwarz mit Gambia genauer festgelegt, wo die Westafrika-Kuhantilope heute ausgestorben ist. Er hatte dafür zahlreiche weitere Hörner aus diesem Gebiet begutachtet. Bereits 1914 benannte Schwarz neben der Nominatform zwei Unterarten der Westafrika-Kuhantilope: Bubalis major invadens aus Kamerun und Bubalis major matschiei aus Togo. Die Bestimmung erfolgte jeweils an einem Schädel eines ausgewachsenen männlichen Tieres. In der Regel sind die Unterarten aber heute nicht anerkannt. Noch im gleichen Jahr etablierte Guillaume Grandidier die Art Bubalis luzarchei unter Berufung auf einen Schädel vom Niéri Ko nahe der Mündung in den Gambia im Senegal, dessen Hörner zwar wie bei der Westafrika-Kuhantilope U-förmig auseinander gebogen, aber nach Meinung Grandidiers einfacher strukturiert waren. Jedoch erkannten im Jahr 1929 Schwarz und sein Kollege A. E. Ruxton in dem Schädel den eines Jungtiers, der sich nicht von dem einer Westafrika-Kuhantilope unterschied. Sie synonymisierten daher Bubalis luzarchei mit Alcelaphus major.

## Bedrohung und Schutz
Die IUCN stuft die Westafrika-Kuhantilope auf der Roten Liste gefährdeter Arten als „gefährdet“ (vulnerable) ein. Die Einschätzung basiert auf der intensiven Jagd auf die Tiere, die hauptsächlich des qualitativ hochwertigen Fleisches wegen, aber auch zu Sportzwecken erfolgt. Daneben wird der Bestand durch die Umwandlung von Offenlandflächen in ackerbaulich und weidewirtschaftlich genutztes Land bedroht. Durch diese beiden wichtigsten Bedrohungsfaktoren kam es zu einem erheblichen Rückgang der Population von rund 30 % seit den 1990er Jahren. Rund 95 % des Gesamtbestandes der Westafrika-Kuhantilope lebt innerhalb von Schutzgebieten. Bedeutend sind hier unter anderem der Nationalpark Niokolo-Koba im Senegal, der Nationalpark Comoé in der Elfenbeinküste und der Nationalparkkomplex W-Arly-Pendjari in Burkina Faso, Benin und Niger. Allein im Nationalpark Comoé brach der Bestand zwischen 1984 und 1998 infolge von Jagd um 60 % ein. Ähnliches wurde aus dem Nationalpark Niokolo-Koba berichtet.